# República de la Muntanya del Nord del Caucas

Govern de la República de la Muntanya amb el primer ministre Tapà Txermóiev en primer terme (1917)

La República de la Muntanya del Nord del Caucas (RMNC) també dita incorrectament República dels Muntanyencs del Nord del Caucas fou un estat de curta durada (del 1917 al 1920) situat al Caucas del Nord, que ara forma part de les repúbliques de Txetxènia, Ingúixia i Daguestan de la Federació Russa. L'àrea total de la república era de 70.000 km², amb una població al voltant d'un milió.
La "Unió dels Pobles del Caucas del Nord" fou creada el març de 1917, i en fou escollit un Comitè Executiu de la Unió. El cap del Comitè Executiu era un dels líders del moviment nacional d'alliberament dels Pobles del Caucas del Nord, Abdul-Mejid Txermoi. El "Nizam" de l'Imam Xamil (la constitució de Xamil de 1847) fou adoptada el 5 d'agost de 1917 pel "Comitè Central del Caucas del Nord". La república es va establir oficialment l'11 de maig de 1918, després del col·lapse de l'imperi Rus durant la revolució russa de 1917, quan es constituí el govern del Nord del Caucas (vegeu la foto). Els fundadors en foren Said Xamil (net de l'Imam Xamil, qui el (1924) fou un dels fundadors i líders del "Comitè d'Independència del Caucas" a Alemanya), Abdul Mejid "Tapà" Txermòiev, el Xeic Ali-Khaji Akusha, Haidar Bamat i altres. La capital de la república era Temir-Khan-Xurà (ara Buinaksk).
La república de la Muntanya fou reconeguda de iure per Turquia, Alemanya i la República Democràtica de Geòrgia.
Durant la Guerra Civil Russa, els muntanyencs van mantenir durs enfrontaments amb les forces invasores dels voluntaris blancs del general Anton Denikin. La lluita acabà el gener del 1920, quan les tropes de Denikin foren totalment derrotades per l'XIè Exèrcit Roig. L'avenç de l'Exèrcit Roig primer fou ben rebut a les viles del Caucas del Nord però les promeses d'autonomia fetes pels bolxevics no es van complir.
El juny de 1920 la república fou ocupada i annexada a la Unió Soviètica per l'Exèrcit Roig. El govern legal de la república fou obligat a marxar del Caucas. El gener de 1921 fou creada la República Soviètica de la Muntanya dins la República Socialista Federada Soviètica de Rússia.